# بيانات مجمعة

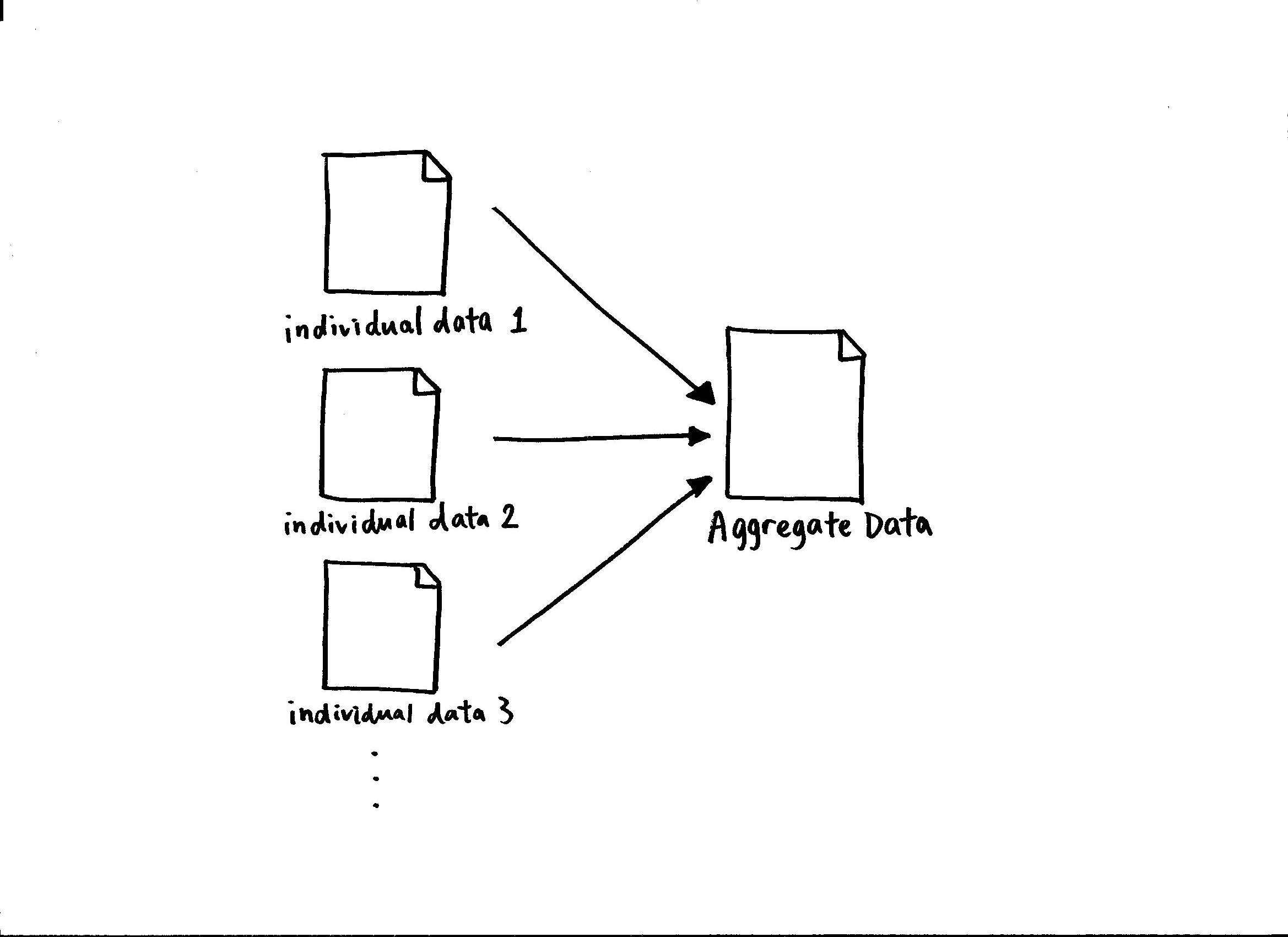
توضح هذه الصورة المعنى الأساسي للبيانات المجمعة ، وهي عبارة عن مزيج من البيانات الفردية.

البيانات المجمعة هي بيانات عالية المستوى تكتسب عن طريق جمع بيانات المستوى الفردي. يعد ناتج الصناعة مثلًا تجميع للنواتج الفردية للشركات داخل تلك الصناعة. تطبق البيانات المجمعة في الإحصاء ومستودعات البيانات والاقتصاد.
يوجد فرق بين البيانات المجمعة والبيانات الفردية. تشير البيانات المجمعة إلى البيانات الفردية التي يحسب متوسطها حسب المنطقة الجغرافية أو السنة أو وكالة الخدمة أو وسائل أخرى. في حين تعد البيانات الفردية نتائج فردية مفصلة وتستخدم لإجراء تحليلات لتقدير الفروق بين المجموعات الفرعية.
يستخدم الباحثون، والمحللون، وواضعو السياسات، والمصارف والإداريون البيانات المجمعة أساسًا لأسباب متعددة. وتستخدم لتقييم السياسات، والتعرف على اتجاهات وأنماط العمليات، واكتساب أفكار مناسبة، وتقييم التدابير القائمة للتخطيط الاستراتيجي. تستخدم البيانات المجمعة المجموعة من مصادر مختلفة في مجالات دراسات مختلفة مثل التحليل السياسي المقارن ومصمم عمليات التحليل (إيه دي بّي) العلمي لمزيد من التحليلات. تستخدم أيضًا للأغراض الطبية والتعليمية. رغم استخدام البيانات المجمعة على نطاق واسع، ترافقها بعض القيود، تشمل استخلاص استدلالات غير دقيقة واستدلالات خاطئة والتي تسمى أيضًا «مغالطة بيئية». تعني «المغالطة البيئية» أنه لا يصح أن يستخلص المستخدمون استنتاجات حول العلاقات البيئية بين متغيرين كميين على المستوى الفردي.
مخطط يبين المعنى الأساسي للبيانات المجمعة، وهو تجميع البيانات الفردية.

## التطبيقات
تعرف البيانات المجمعة في الإحصاء، بأنها بيانات مجمعة من عدة قياسات. عندما تجمع البيانات، تستبدل مجموعات الملاحظات بإحصاءات موجزة بناءً على تلك الملاحظات.
يؤدي استخدام البيانات المجمعة في مستودع البيانات، إلى تقليل وقت الاستعلام عن مجموعات كبيرة من البيانات كثيرًا. يلخص المطورون مسبقًا الاستعلامات المستخدمة بانتظام، مثل المبيعات الأسبوعية عبر عدة أبعاد، حسب التدرج الهرمي للعناصر أو التسلسل الهرمي الجغرافي مثلًا.
تعد البيانات المجمعة أو تجميعات البيانات في علم الاقتصاد بيانات عالية المستوى تتكون من عدد كبير أو مجموعة من البيانات الفردية الأخرى، مثل:
- بيانات مثل مستوى السعر الإجمالي أو معدل التضخم الإجمالي في الاقتصاد الكلي؛
- بيانات قطاع كامل من اقتصاد يتألف من عدة شركات، أو بيانات جميع الأسر في مدينة أو منطقة في الاقتصاد الجزئي.

## المستخدمون الرئيسيون

### الباحثون والمحللون
يستخدم الباحثون البيانات المجمعة لفهم الأخلاقيات السائدة، وتقييم جوهر الحقائق الاجتماعية والتنظيم الاجتماعي، وتحديد القضايا الأساسية المثيرة للقلق في البحث، وتقديم إسقاطات متعلقة بطبيعة القضايا الاجتماعية. تعد البيانات المجمعة مفيدة للباحثين عندما يهتمون بالتحقيق في العلاقات بين متغيرين متميزين على المستوى الكلي، والصلات بين متغير كلي وخاصةً على المستوى الفردي. بذل الباحثون أيضًا جهدًا لتقييم السياسات والممارسات والمبادئ الخاصة بالنظم بشكل نقدي بمساعدة البيانات المجمعة، للتحقيق في الصلة والفعالية المقابلة.

### صناع السياسة
تستخدم الحكومات البيانات المجمعة لتطوير سياسات أكثر فاعلية لأنها تعمل كمقياس لمدى قدرة الحكومة على إدراك مطالب واحتياجات مواطنيها وكمقياس للطريقة التي تحافظ بها الحكومة على النظام الاجتماعي بشكل فعال. فمثلًا، تستخدم الحكومات في جميع أنحاء العالم بيانات موقع الهاتف المحمول المجمعة للتحليل لموجهة كوفيد-19. يمكن أن توفر بيانات موقع الجوال المجمعة أفكارًا حول فعالية تدابير التباعد الاجتماعي التي أطلقتها الحكومات. تستخدم الحكومات أيضًا البيانات المجمعة لتحديد «النقاط الساخنة» المحتملة واحتمالية الانتقال.
بالإضافة إلى توقع فعالية السياسات الحكومية، تجرى أيضًا تحليلات البيانات المجمعة لتقييم الطبيعة، وتقييم المدى، والتعرف على اتجاه ظاهرة أو عملية معينة ودراسة نمطها بهدف وضع استراتيجيات، وإعداد سياسات قصيرة أو طويلة الأمد، واتخاذ إجراءات فعالة وذات صلة للسيطرة أو الوقاية. يستخدم صانعو السياسات أيضًا البيانات المجمعة المالية في تقييم الأنشطة الاقتصادية والمالية للشركات والأسر، إذ تساعد هذه البيانات في تحديد المخاطر المرتبطة بالاستقرار المالي. يمكن لواضعي السياسات استخدام البيانات المجمعة لفهم تطورات الظروف الاقتصادية والمالية للبلد بشكل أفضل.

### البنوك
تجمع البنوك البيانات المجمعة من عدد كبير من العملاء، ثم تخفي هوية البيانات عن طريق التخلص من المعلومات الشخصية. تستخدم البنوك البيانات المجمعة أساسًا لتقدير الاتجاهات الاقتصادية واكتساب أفكار حول مجموعات العملاء. لا يُسمح للبنوك بمشاركة البيانات الشخصية للعملاء، ولكن يمكن مشاركة البيانات المجمعة مع عملاء البنوك التجاريين ويمكن أن يصل إليها شركاء آخرون يستخدمون أيضًا نفس النظام الأساسي للحصول على معلومات حول البيانات المجمعة.
في أستراليا، يوفر بنك الكومنولث لعملائه التجاريين بيانات مجهولة المصدر تتعلق بعملائهم مستمدة من معاملات البطاقات. توفر مجموعة أستراليا ونيوزيلندا المصرفية المحدودة (إيه إن زي) بيانات مجهولة المصدر لعملائها التجاريين أيضًا تجمع من ملايين المعاملات التجارية النهائية ومعاملات بطاقة إيه إن زي.
توفر مجموعة البيانات المجمعة للرعاية العاجلة المتكاملة (آي يو سي إيه دي سي) في المملكة المتحدة معلومات شاملة حول نشاط الرعاية العاجلة المتكاملة وأدائها وطلب الخدمة. تجمع بياناتها من مزودي البيانات الرئيسيين المسؤولين عن تقديم خدمات الرعاية العاجلة المتكاملة في إنجلترا. ذكرت هيئة الخدمات الصحية الوطنية (إن إتش إس) التابعة لوزارة الصحة والرعاية الاجتماعية (دي إتش إس سي) في إنجلترا أن هذه المجموعة من البيانات المجمعة ستحل محل مجموعة بيانات رقم هيئة الخدمات الصحية الوطنية 111 الدنيا. وستسخدم كمصدر رسمي لإحصاءات الرعاية العاجلة المتكاملة، وللإشراف على مؤشرات الأداء الرئيسية (كيه بّي آي) لمجموعة البيانات المجمعة للرعاية العاجلة.

### المسؤولون
يستخدم الإداريون والمفكرون، والمهتمون برفاهية المنطقة أو المجتمع، البيانات التجريبية المتاحة على المستوى الوطني أو الإقليمي كمصادر مرجعية. يستخدم المسؤولون البيانات المجمعة خصوصًا للتقييمات الظروف السياسية أو الدينية أو الاجتماعية أو غيرها من الظروف القائمة للأمة لتتبع الفجوات في الاستجابات الاجتماعية المتعلقة بالزمان والمكان، ولإملاء أولويات العمل. تساعد هذه التقييمات المسؤولين في تقييم التدابير القائمة المفيدة في التخطيط الاستراتيجي المستقبلي وتوفر مؤشرات حول التدابير التصحيحية الفعالة.